# Pharmacie centrale de Saint-Denis
L’ancienne Pharmacie centrale de Saint-Denis est un ensemble de bâtiments industriels conçu par l'architecte Jules Saulnier situé 379, avenue du Président-Wilson à Saint-Denis (Seine-Saint-Denis).
L'ensemble est partiellement inscrit au titre des monuments historiques par arrêté du 17 novembre 1994. 

## Historique
La première usine française de produits pharmaceutiques est assurée par Émile-Justin Menier, qui la revend en 1867 à la Pharmacie Centrale pour se consacrer à la fabrication du chocolat.
Dus à l'architecte Jules Saulnier, les bâtiments sont édifiés de 1862 et 1867. Menier avait déjà fait appel à lui pour la construction du Moulin Saulnier à Noisiel. Il utilise bois, brique, métal, pierres de tailles et moellons. La brique domine, notamment pour la cheminée réalisée en polychromie, où l'on peut encore distinguer le M de Menier.
En 1982, le site est repris par le Comptoir français des produits aromatiques (CFPA). L'arrêté du 17 novembre 1994 classe les façades et toitures de l'ensemble des bâtiments, l'escalier du bâtiment de la direction avec son vestibule, la cheminée de l'usine et la halle des machines.
Par la suite, le site devient un lieu événementiel et de réception dénommé "l'Usine", qui peut accueillir jusqu'à 1200 personnes.